# Vrensted
Vrensted er en by i det vestlige Vendsyssel med 292 indbyggere  (2024), beliggende 6 km sydøst for Løkken, 14 km vest for Vrå, 25 km nord for Aabybro og 24 km sydvest for Hjørring. Byen hører til Hjørring Kommune og ligger i Region Nordjylland. I 1970-2006 hørte byen til Løkken-Vrå Kommune.
Vrensted hører til Vrensted Sogn. Vrensted Kirke ligger i byen. Ved kirkegårdsdigets sydøstlige hjørne er der rejst en mindesten over Sankt Thøgers helligkilde, der blev fundet i 1894 efter at være tilsandet i tidens løb – den er nu udtørret igen. 4 km nord for Vrensted ligger Børglum Kloster.

## Faciliteter
Den tidligere skole er ombygget til "Byens Hus", der bl.a. rummer det gamle Vrensted Forsamlingshus som er solgt. Det indeholder en stor og lille sal, Vrensted Idrætsforening og andre aktiviteter. Foreningssamvirket For Vrensted & Omegn udgiver hvert kvartal lokalbladet Wræn'niken, der kan læses på byens hjemmeside.

## Historie
Endelsen "-sted" tyder på at bebyggelsen er fra germansk jernalder, dvs. år 400-600. Forleddet er det gammeldanske ord wreni, som betyder "hingst".

### Ingstrup Sø
Mellem Vrensted og nabobyen Ingstrup lå den 265 ha store Ingstrup Sø. Den blev afvandet i 1950-53, men var allerede i 1800-tallet så tilsandet eller tilgroet, så den ikke er vist som sø på kortet. Den havde afløb til Limfjorden via Ryå, og det var i middelalderen en vigtig vandvej, hvor varer er transporteret til og fra Aalborg. Den omtales ligefrem som "Hærvejen". Pilgrimme er også rejst den vej, så der har været herberger og kroer i Vrensted. Søen havde også afløb gennem Kældergrøften til Jammerbugten.

### Skoler
I Vrensted var der i 1553 en degnebolig. I 1677 blev der bygget nyt skolehus. I 1852 blev der igen bygget ny skole. Den brændte i 1905, og året efter blev Vrensted Byskole opført ved siden af kirken. Byskolen blev i 1955 hovedskole for hele sognet, som også havde haft Åsendrup Skole mellem Løkken og Vrensted og Østre Skole mellem Stenum og Vrensted. I 1959 indviede man Vrensted Centralskole, som blev nedlagt i 2011 og nu er blevet til Byens Hus.

### Stationsbyen
I 1901 beskrives Vrensted således: "Vrensted med Kirke, Præstegd., Skole, Forsamlingshus (opf. 1895), 3 Møller og Andelsmejeri (Lykkens Prøve);"
Vrensted fik station på Hjørring-Løkken-Aabybro Jernbane (1913-63). Stationen lå i den vestlige ende af byen og havde 185 m krydsningsspor ud for hovedbygningen og 92 m separat læssespor nord for den.
I banens tid fik byen også bageri og telefoncentral. I 1960 havde stationsbyen 429 indbyggere og i 1965 435 indbyggere.
Stationsbygningen er bevaret på Stationsvej 32. Mellem stationen og Ingstrupvej er en banedæmning bevaret.